# نانسي زعبلاوي

### حياتها
مغنية سورية من مواليد مدينة دمشق، درست أصول الغناء الشرقي والصولفيج، وعضو في نقابة الفنانين في سورية منذ العام 2008.
منذ طفولتها شاركت في العديد من البرامج الغنائية للأطفال في التلفزيون السوري، وفي تلفزيونات عربية وفي رصيدها أكثر من عشرة ألبومات غنائية للأطفال بالتعاون مع الموسيقي السوري فاهيه ديمرجيان.
بدأت شهرتها بعد مشاركتها في برنامج المواهب "سوبر ستار" بنسخته العربية وحققت حضوراً لافتاً فيه مما فتح لها طريق النجومية، أصدرت أول ألبوماتها بعنوان "مستحيل"، وشاركت في أوبريت "الضمير العربي".

### أعمالها

#### الألبومات

##### مستحيل
| الأغنية         | كلمات      | ألحان       | توزيع       |
| --------------- | ---------- | ----------- | ----------- |
| مستحيل          | مروان خوري | مروان خوري  | بلال الزين  |
| لو لفيت         | أنس شعبان  | أنس شعبان   | أحمد الغالي |
| شو لذكرك        | مروان خوري | مروان خوري  | بلال الزين  |
| صحيت من عز نومي | أنس شعبان  | أنس شعبان   | حسان حسامي  |
| أنت وبس         | مروان خوري | مروان خوري  | بلال الزين  |
| أريدك           | صفوح شغالة | مازن زوائدي | مازن زوائدي |
| خود راحتك       | صفوح شغالة | مازن زوائدي | مازن زوائدي |

##### الحكاية
| الأغنية        | كلمات      | ألحان     | توزيع    | ميكس      | ماسترينغ  |
| -------------- | ---------- | --------- | -------- | --------- | --------- |
| صعب أعيش       |            |           |          |           |           |
| في بالك        |            |           |          |           |           |
| الحكاية        | وائل توفيق | رامي صبري | عادل حقي | ياسر أنور | ياسر أنور |
| الدموع         |            |           |          |           |           |
| يمكن كلمة بحبك |            |           |          |           |           |
| لما سألوه عليا |            |           |          |           |           |
| لا جدع         |            |           |          |           |           |
| خدنا الكلام    |            |           |          |           |           |

##### المحطة 40
| الأغنية   | كلمات       | ألحان     | توزيع     | ميكس      | ماسترينغ  |
| --------- | ----------- | --------- | --------- | --------- | --------- |
| ياما رحنا | جورج عشي    | نعيم حمدي | إسبر حداد | إسبر حداد | إسبر حداد |
| المحطة 40 | باسلة الحلو | أحمد زعيم | أمين نبيل | أمين نبيل | أمين نبيل |
| بينا غرام | طاهر كامل   | أحمد محيي | بديع عيسى | بديع عيسى | بديع عيسى |

#### الإصدارات المنفردة
| الأغنية      | كلمات            | ألحان                      | توزيع        | ميكس         | ماسترينغ   | سنة الإنتاج |
| ------------ | ---------------- | -------------------------- | ------------ | ------------ | ---------- | ----------- |
| ارجعلي حبيبي | فاطمة درواشة     | أحمد رحيم                  | أحمد رحيم    |              |            | 2016        |
| كيفن عينيك   | غادة مخول        | لؤي جرجس                   | نزار تارك    | نزار تارك    | نزار تارك  | 2017        |
| حملني معك    | سعيد علم الدين   | سعيد علم الدين و فؤاد جمال | جوزيف كيروز  | فادي جيجي    | فادي جيجي  | 2017        |
| فينا         | محمود خطاب       | لؤي جرجس                   | نوا          | نزار تارك    | نزار تارك  | 2017        |
| هذا طيش      | محمد الشادي      | سند                        | إبراهيم خالد | إبراهيم خالد | جاسم محمد  | 2018        |
| لو مين       |                  |                            |              |              |            | 2019        |
| فارد عضلاتو  | خالد جاد         | وائل بحر                   | محمد قطان    | ماهر صلاح    | ماهر صلاح  | 2019        |
| والتقينا     | مصطفى عبد الرحمن | رياض السنباطي              | نزار تارك    | نزار تارك    | نزار تارك  | 2019        |
| هلء خلص      | يزن عفيف         | مصطفى حمادة                | إسبر حداد    | إسبر حداد    | إسبر حداد  | 2020        |
| أنا إنسان    | باسلة الحلو      | ميس حرب                    | إسبر حداد    | إسبر حداد    | إسبر حداد  | 2020        |
| ناس تانيين   | تامر بدوي        | إسلام العدل                | محمد قطان    | ماهر صلاح    | ماهر صلاح  | 2021        |
| أنا          | أيمن زيدان       | سمير كويفاتي               | نزار تارك    | نزار تارك    | نزار تارك  | 2021        |
| في بقلبي شخص | تميم أبو دقش     | تميم أبو دقش               | رامي عرفات   | رامي عرفات   | رامي عرفات | 2022        |

#### في الدراما
| الأغنية   | المسلسل            | إخراج       | كلمات        | ألحان        | توزيع        | سنة الإنتاج |
| --------- | ------------------ | ----------- | ------------ | ------------ | ------------ | ----------- |
| حائرات    | حائرات             | سمير حسين   |              | إيهاب مرادني | نزار تارك    | 2013        |
| مسألتنيش  | مدرسة الحب         | صفوان نعمو  | فادي مارديني | فادي مارديني | ناصر الأسعد  | 2016        |
| كل شي راح | مذكرات عشيقة سابقة | هشام شربتجي | فادي مارديني | فادي مارديني | فادي مارديني | 2017        |

#### الكليبات
| الأغنية   | إخراج            | سنة الإنتاج |
| --------- | ---------------- | ----------- |
| مستحيل    |                  |             |
| صعب أعيش  |                  |             |
| الحكاية   |                  |             |
| شو لذكرك  |                  |             |
| المحطة 40 | ماريمار الورهاني | 2021        |

#### الحفلات
- جولة حفلات في عدة مدن في فرنسا - 2005
- حفل رأس السنة في دبي - 2009.
- حفل تكريم مطربة الجيل ميادة الحناوي 2009.
- حفل في تونس - 2012.
- حفل في أبو ظبي - 2012.
- حفل في لبنان - 2012.
- الحفل السنوي في دار الأوبرا السورية في دمشق - 2021.
- حفل الذكرى الأولى لرحيل الأيقونة السورية ميادة بسيليس - 2022.
- الحفل السنوي في دار الأوبرا السورية في دمشق - 2022.
- حفل تخرج طلاب جامعة اليرموك الخاصة في دمشق - 2023.

1. ↑  . 25 أغسطس 2021 https://alwatan.sy/archives/270763. {{استشهاد ويب}}: |url= بحاجة لعنوان (مساعدة) والوسيط |title= غير موجود أو فارغ (من ويكي بيانات) (مساعدة)
2. ↑  "أمسية من الغناء الشرقي بصوت نانسي زعبلاوي على مسرح دار الأسد". 24 أغسطس 2021.